# مقاطعة لي (جورجيا)
مقاطعة لي (بالإنجليزية: Lee County)‏ هي إحدى المقاطعات في ولاية جورجيا في الولايات المتحدة الأمريكية.